# Mantienneite
La mantienneite è un minerale appartenente al gruppo della paulkerrite.